# Margareta Engleska
Margareta Engleska (eng. Margaret; 29. rujna 1240. – 26. veljače 1275.) je bila kraljica Škotske od 26. prosinca 1251. do svoje smrti.

## Biografija
Margareta je bila kćer kralja Henrika III. i Eleonore Provanske te unuka Ivana bez Zemlje i sestra Edvarda I. Dugonogog. Rođena je u dvorcu Windsor. Udala se za Aleksandra III. Škotskog. Imali su troje djece:
- Margareta Škotska
- Aleksandar
- David

Pokopana je u opatiji Dunfermline u Škotskoj.